# Stars Are Blind
"Stars Are Blind" é o single de estréia gravado pela cantora americana Paris Hilton. Foi lançado como o primeiro single do seu primeiro álbum, Paris, em 5 de junho de 2006. A canção foi escrita por Fernando Garibay, Sheppard Solomon e Ralph McCarthy, e produzida por Garibay com produção adicional de Solomon. "Stars Are Blind" é uma música de reggae fusion mid-tempo fortemente influenciada pelo R&B. "Stars Are Blind" foi bem recebido pelos críticos de música. Atingiu o número 18 na Billboard Hot 100 e o número um na parada de Hot Dance Club Songs. Em todo o mundo, a música liderou as paradas na Hungria e na Escócia, alcançando o top 10 na Austrália, Canadá, Venezuela e mais de 10 países europeus.
Um remix com cantores de reggaeton, Wisin & Yandel, foi lançado na América Latina, recebendo pesado repertório e alcançando sucesso em clubes como Colômbia, Equador, Chile e Venezuela.

## Vídeo musical
O videoclipe de "Stars Are Blind" foi gravado em dois dias em maio de 2006, em Malibu, Califórnia, e foi dirigido por Chris Applebaum. O vídeo da música apresenta muitas imagens dela andando e rolando na praia com um amante. Ele estreou em 6 de junho de 2006 na MTV. "Filmar o videoclipe foi muito divertido, e eu tive o melhor tempo fazendo isso, e fiquei muito orgulhoso quando saiu e todo mundo adorou tanto", disse Hilton. O vídeo foi listado como um dos 50 piores vídeos de todos os tempos pela NME no número 49. A revista declarou: "Então é isso que você pode fazer quando seu papai tem baldes de dinheiro – pague alguém para filmar você em um biquíni na areia com um cara, a fim de nos distrair do fato de que você foi auto-sintonizado (muito mal) para o alto céu. Bom para você, Paris Hilton – você criou algo que sugou mais do que a música em si (que, francamente, achamos que seria impossível fazer).
Uma segunda versão do vídeo foi filmada para os países europeus e latino-americanos, apresentando o amante de Hilton (interpretada por Lucas Babin) da praia como sua fotógrafa em um photoshoot. Nesta versão, cenas da praia ainda estão presentes, mas existem como fantasias de Hilton durante o photoshoot. No final do vídeo, ela ganha o carinho de seu fotógrafo, mas acaba pegando as chaves dele e roubando o carro dele. A segunda versão estreou no site da Z100 em 5 de julho de 2006.

## Controvérsia jurídica
Em junho de 2007, os detentores dos direitos autorais da música de 1970 "Kingston Town", Sparta Florida Music Group, iniciaram uma ação legal contra o Hilton e a Warner Chappell Music por plágio devido a alegadas semelhanças entre "Stars Are Blind" e "Kingston Town". As duas músicas usam a mesma progressão de acordes nos versos. Foi erroneamente atribuído que o UB40 foi a parte processadora, mas isso foi negado pela própria banda em seu site. A partir de 2009, o processo parece ter sido resolvido fora do tribunal.

## Listas de musicas e formatos
| Versão padrão |                                                  |         |  |
| N.º           | Título                                           | Duração |  |
| 1.            | "Stars Are Blind"                                | 3:57    |  |
| 2.            | "Stars Are Blind" (Tracy Does Paris Radio Remix) | 3:34    |  |

| Edição limitada |                                                               |         |  |
| N.º             | Título                                                        | Duração |  |
| 1.              | "Stars Are Blind"                                             | 3:57    |  |
| 2.              | "Stars Are Blind" (Luny Tunes remix featuring Wisin & Yandel) | 4:17    |  |
| 3.              | "Stars Are Blind" (Tracy Does Paris Club Mix)                 | 9:12    |  |
| 4.              | "Stars Are Blind" (Chus & Cheballos Stereo Mix)               | 8:13    |  |
| 5.              | "Stars Are Blind" (The Scumfrog's Extreme Makeover)           | 9:00    |  |

| Edição iTunes |                                                               |         |  |
| N.º           | Título                                                        | Duração |  |
| 1.            | "Stars Are Blind" (Luny Tunes remix featuring Wisin & Yandel) | 4:16    |  |
| 2.            | "Stars Are Blind" (Chus & Cheballos Stereo Mix)               | 4:53    |  |
| 3.            | "Stars Are Blind" (The Scumfrog's Extreme Makeover)           | 4:57    |  |
| 4.            | "Stars Are Blind" (Tracy Does Paris Club Mix Edit)            | 4:54    |  |
| 5.            | "Stars Are Blind" (Tracy Does Paris Dub Edit)                 | 4:58    |  |
| 6.            | "Stars Are Blind" (Tracy Does Paris Radio Remix)              | 3:34    |  |

## Posições e certificações

### Desempenho nas tabelas musicais
| Tabela musical (2006)                          | Melhor posição |
| ---------------------------------------------- | -------------- |
| O campo songid é OBRIGATÓRIO PARA PARADA ALEMÃ | 7              |
| Austrália (ARIA)                               | 7              |
| Áustria (Ö3 Austria Top 75)                    | 3              |
| Bélgica (Ultratop 50 de Flandres)              | 18             |
| Bélgica (Ultratop 50 da Valônia)               | 28             |
| Brasil (ABPD)                                  | 1              |
| Canadá (Nielsen SoundScan)                     | 4              |
| Dinamarca (Hitlisten)                          | 5              |
| Escócia (Scottish Singles Chart)               | 1              |
| Estados Unidos (Billboard Hot 100)             | 18             |
| Estados Unidos (Billboard Dance Club Songs)    | 1              |
| Estados Unidos (Billboard Mainstream Top 40)   | 16             |
| Finlândia (Suomen virallinen lista)            | 6              |
| França (SNEP)                                  | 34             |
| Hungria (Rádiós Top 40)                        | 7              |
| Hungria (Single Top 40)                        | 1              |
| Irlanda (IRMA)                                 | 4              |
| Itália (FIMI)                                  | 5              |
| Nova Zelândia (Recorded Music NZ)              | 12             |
| Noruega (VG-lista)                             | 6              |
| Países Baixos (Dutch Top 40)                   | 12             |
| Países Baixos (Single Top 100)                 | 20             |
| Suécia (Sverigetopplistan)                     | 3              |
| Suíça (Schweizer Hitparade)                    | 5              |
| Reino Unido (UK Singles Chart)                 | 5              |
| República Checa (Rádio Top 100)                | 6              |
| Venezuela (Record Report)                      | 2              |

### Certificações
| País                       | Certificação | Unidades certificadas/vendas |
| -------------------------- | ------------ | ---------------------------- |
| Estados Unidos (RIAA)      | Ouro         | 500,000                      |
| Reino Unido (BPI)          | Ouro         | 250,000                      |
| Dinamarca (IFPI Dinamarca) | Platina      | 150,000                      |

## Histórico de lançamentos
| País           | Data de lançamento  | Formato                 |
| -------------- | ------------------- | ----------------------- |
| Mundo          | 5 de junho de 2006  | Download digital        |
| Estados Unidos | 6 de junho de 2006  | Top 40/Mainstream radio |
| Austrália      | 8 de julho de 2006  | Download digital        |
| Reino Unido    | 31 de julho de 2006 | Download digital        |